# René Bonnet (chef d'entreprise)
Pour les articles homonymes, voir René Bonnet et Bonnet.
René Bonnet, né le 27 décembre 1904 à Vaumas (Allier) et mort le 13 janvier 1983 à Épernay, était un chef d'entreprise français qui, associé à Charles Deutsch a  fondé la marque de construction automobile DB Deutsch-Bonnet active jusqu'en 1962. Voulant continuer dans le domaine après la cessation d'activité de DB, il fonde sa propre marque, les Automobiles René Bonnet, basée à Champigny-sur-Marne. Du fait de la mévente de ses automobiles, il dut céder son entreprise à son actionnaire majoritaire, Matra.

## Jeunesse
Né d'un père menuisier et d'une mère coiffeuse, il doit cesser sa scolarité en 1915 faute de professeurs (appelés au front pour la Première Guerre mondiale) et se loue dans les fermes des alentours avant de devenir apprenti auprès de son père. Puis, s'étant acheté un vélo, il va travailler aux usines Albert COL de Moulins. Il joue également brillamment au football comme ailier droit pour l’équipe de Dompierre-sur-Besbre. À 16 ans, il découvre Paris lors d’une rencontre à la cartoucherie de Vincennes. Appelé pour son service militaire en 1925, il choisit la marine pour voyager en mer. Malheureusement, on lui impose de plonger dans une eau trop peu profonde et il conserve un mal de dos persistant. De retour à la vie civile, trois médecins successifs lui confirment qu’il est atteint de tuberculose osseuse et donc condamné à l’immobilité totale. En 1927, il part en sanatorium à Berck pour ne plus être à la charge de sa famille. Il démontre une grande fortitude dans sa maladie et fait dresser des métiers à tisser pour que ses compagnons malades puissent se financer des soins décents (la sécurité sociale n’existant pas encore).
Deux ans plus tard, en l'absence d'examens médicaux appropriés, il enlève lui-même son corset et se rend chez un radiologiste complaisant sur une civière tirée par un âne. Verdict : il n'a jamais eu le mal de Pott. Mais après une aussi longue période d'immobilité forcée, il ne sait plus marcher. En quelques mois, il réapprend toutes les fonctions de la vie qu’on lui avait interdites et quitte l’hôpital Bouville. De retour dans l'Allier, il poursuit son négoce de tissage.

## Débuts
En 1929, sa sœur lui demande de l'aide pour tenir le garage de son mari accidentellement décédé. Il part donc pour Champigny-sur-Marne et se prend de passion pour la mécanique et le sport automobile. En 1931, il rachète l’affaire de charronnage de Mme Deutsch dont le fils, Charles, vient d’entrer à Polytechnique. Charles et lui vont se lier d'amitié.
Dans les années 1930, il s'inscrit à l'école Georges Boillot à Montlhéry où il perfectionne sa maitrise du pilotage. D'ailleurs, grâce à ses aptitudes, il participe au Grand Prix de l' ACF couru en formule Sport. Une 2,5 L Amilcar Pégase devait être sa voiture de course ; néanmoins, la construction étant si difficile, il ne peut prendre le départ de la compétition. Déçu de ne pouvoir participer à la compétition, il convainc son ami Charles Deutsch, alors étudiant, de construire avec lui une voiture de course en utilisant les éléments de la Citroën Traction Avant. Le moteur 2 L de cette dernière est privilégié pour propulser la future voiture de course. Ceci est fait en 1936. Le partenariat entre René et Charles ne cessera qu'en 1961 lorsque Charles, devenu ingénieur des Ponts et Chaussées, n'aura malgré sa passion partagée plus assez de temps à consacrer à l'entreprise commune.

## Sport automobile
René Bonnet est « le promoteur le plus actif du sport automobile en France » pendant 15 ans. Agent pour Citroën à Champigny-sur-Marne dans un premier temps, il se fait par la suite connaître à l'international grâce à ses automobiles, les Deutsch-Bonnet ou D.B., produites avec Charles Deutsch et victorieuses dans de nombreuses courses prestigieuses.

### Carrière de pilote (1939-1955)
Personnellement au volant, René Bonnet termine deuxième du Grand Prix des Frontières en 1939, et quatrième la même année au cours du Bol d'or automobile. L'année précédente, il a pu disputer les 12 Heures de Paris en équipe avec Charles Deutsch, mais les deux hommes n'ont pas terminé la distance. Les hostilités finies, Bonnet reprend le volant en 1946. En 1952, il est septième et treizième -car incorporé dans deux équipages- lors des 12 Heures de Sebring sur des voitures DB, puis deuxième du Grand Prix GT de Roubaix -derrière Maurice Trintignant sur Gordini T15S 1,5 L.-, puis de nouveau lors des Coupes d'Automne dans la course des 2 L.. En 1953, il participe encore aux 12 Heures de Sebring (11e cette fois sur D.B. HBR Panhard avec encore l'un des frères Morehouse -Wade-, la voiture étant engagée par Hobart Cook, équipier l'année précédente), puis il remporte enfin le Grand Prix de Roubaix, termine deuxième du Grand Prix GT de Caen, et il finit cinquième du Tour de France automobile avec Marc Gignoux. Il participe sept fois consécutivement aux 24 Heures du Mans avec ses voitures de 1949 à 1955 (10e en 1954), puis il cesse toute compétition à 51 ans pour se consacrer exclusivement à ses affaires.
Il est enterré au cimetière de Champigny-sur-Marne.

## Succès
Le palmarès sportif est estimé à environ un millier de victoires dont :
- aux 24 Heures du Mans : 5 victoires à l’indice de performance, 1 victoire au rendement énergétique, 4 coupes biennales, 6 victoires de classe ;
- aux Mille Miles en Italie : 7 victoires ;
- aux 12 Heures de Sebring aux États-Unis : 6 victoires ;
- la firme D.B. gagne en 1958 le championnat du National Sport Car Club of America ;
- Tourist Trophy en Grande-Bretagne : 2 victoires ;
- Circuit d’Auvergne : 5 victoires ;
- Tour de France automobile : 6 victoires ;
- Rallye Monte-Carlo : 2 victoires ; etc.

À cette liste de succès, il faut ajouter 51 records du monde et la création de la « Monomill », première formule de promotion moderne pour les jeunes pilotes.
En 1949, la firme D.B. présente une voiture en avance sur son époque et qui aurait dû devenir la Grand Tourisme du renouveau français si la maison Citroën ne l'avait condamnée. Suit une petite production de cabriolets et de coach à mécanique Panhard en 1950-1952. Puis D.B. produit une autre voiture avec 20 ans d'avance sur son temps, le Coach type HBR5 : aérodynamique, légère, compacte, première automobile au monde commercialisée dotée d’une carrosserie plastique auto-porteuse, son moteur de 850 cm3 lui permettait d’atteindre 160 km/h pour une consommation inférieure à 7 litres.

## Production
- Missile
- Aérodjet
- Djet (repris plus tard par Matra)